# Opuntioideae
Opuntioideae es una subfamilia de plantas de la familia Cactaceae.

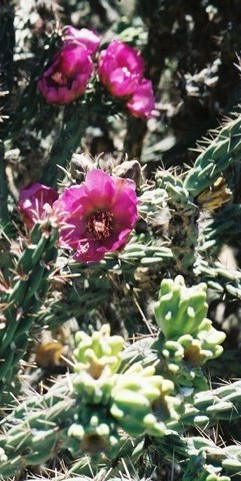
Cylindropuntia imbricata

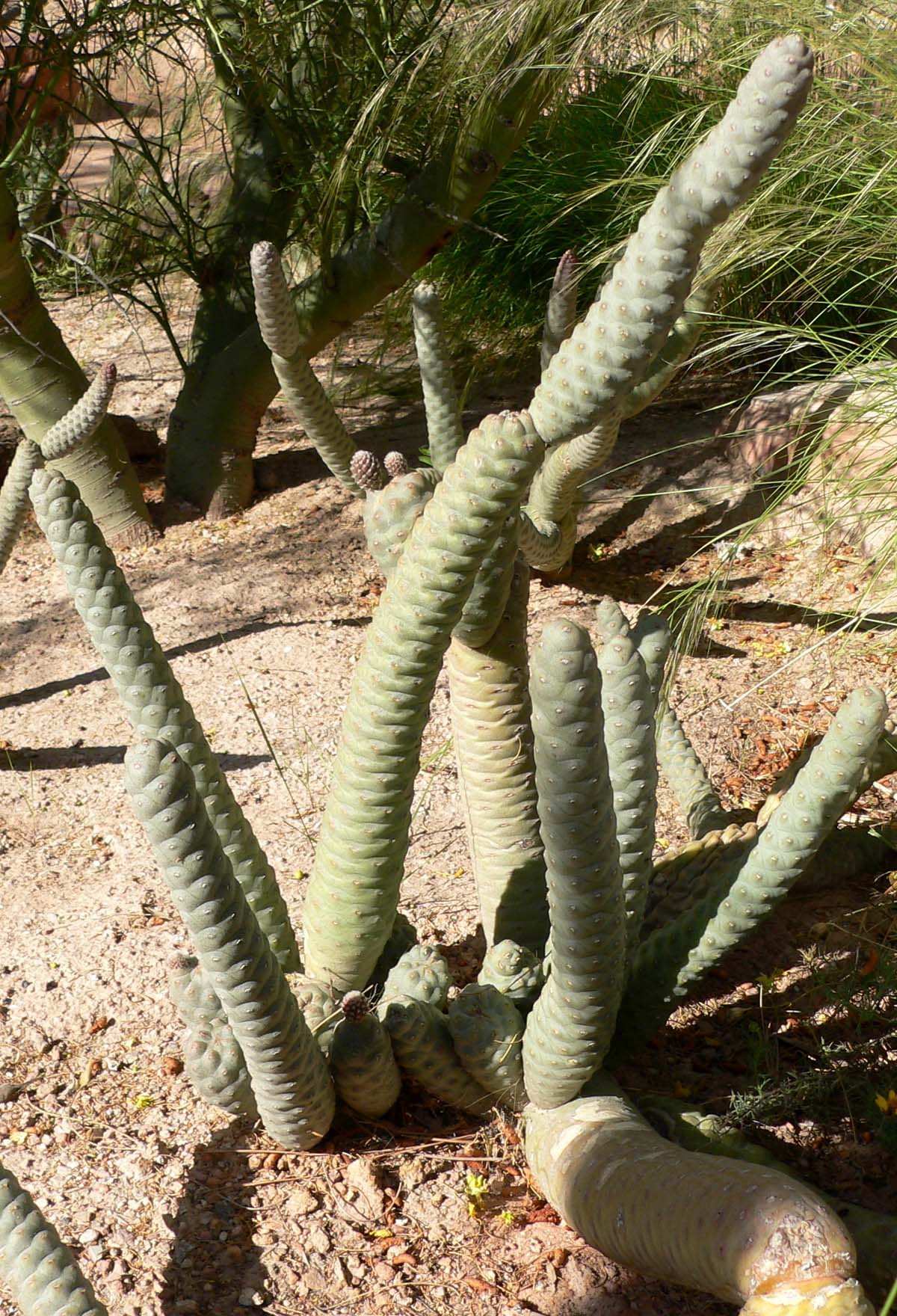
Tephrocactus articulatus var. inermis

## Descripción
Las plantas en Opuntioideae son muy variables en función de las características de los géneros y especies. La apariencia puede ser de un árbol, arbusto o arbustiva. Tienen un tallo segmentado en secciones distintas o cladodios. Están presentes hojas, gloquidios y espinas, dependiendo de los géneros. Las flores (diurnas) son solitarios y crecen en las zonas axilares de las plantas. Los frutos son parecidos a las bayas, indehiscentes  y algunos secos en la madurez.

## Distribución
Las plantas que pertenecen a la subfamilia Opuntioideae están presentes en todo el continente de América desde América del Norte, las Antillas, a la totalidad  de América Central hasta los confines más meridionales de América del Sur.

## Géneros

### Anderson (2001)
En 2001 el botánico estadounidense Edward Frederick Anderson clasificó los siguientes géneros en la subfamilia,:
- Austrocylindropuntia
- Brasiliopuntia
- Consolea
- Cumulopuntia
- Cylindropuntia
- Grusonia
- Maihueniopsis
- Miqueliopuntia
- Opuntia
- Pereskiopsis
- Pterocactus
- Quiabentia
- Tacinga
- Tephrocactus
- Tunilla

### Stuppy (2002)
En 2002 Wolfgang Hermann Stuppy ha clasificado  Opuntioideae en cinco tribus:
- Austrocylindropuntieae
  - Austrocylindropuntia - Cumulopuntia
- Cylindropuntieae
  - Cylindropuntia - Grusonia - Pereskiopsis - Quiabentia
- Opuntieae
  - Brasiliopuntia - Consolea - Miqueliopuntia - Opuntia - Tacinga - Tunilla
- Pterocacteae
  - Pterocactus
- Tephrocacteae
  - Maihueniopsis - Tephrocactus